# Sébastien Haller
Sébastien Haller (ur. 22 czerwca 1994 w Ris-Orangis) – iworyjsko-francuski piłkarz, występujący na pozycji napastnika w niemieckim klubie Borussia Dortmund oraz wreprezentacji Wybrzeża Kości Słoniowej. Zwycięzca Pucharu Narodów Afryki 2023. 
W swojej karierze występował m.in. w takich klubach jak: Ajax Amsterdam, West Ham czy Eintracht Frankfurt.

## Kariera Klubowa

### AJ Auxerre
Podczas Mistrzostw Świata U-17 w 2011 roku, podpisał swój pierwszy zawodowy kontrakt z AJ Auxerre, zgadzając się na trzyletnią umowę.
Przed sezonem 2012–13 Haller został awansowany do pierwszej drużyny przez trenera Jean-Guya Wallemme. Jego debiut w zawodowej piłce miał miejsce 27 lipca 2012 roku, w meczu otwarcia sezonu 2012–13 przeciwko Nîmes.

### FC Utrecht
24 grudnia 2014 roku ogłoszono, że Haller został wypożyczony do holenderskiego klubu Eredivisie, FC Utrecht, do końca sezonu. Jego menadżerem był Erik ten Hag
Pod koniec sezonu ogłoszono, że FC Utrecht podpisał kontrakt z Hallem. Kibice wybrali go jako zwycięzcę Di Tommaso Trophy 2015, nagrody dla najlepszego zawodnika roku Utrechtu.

### Eintracht Frankfurt
15 maja 2017 roku podpisał czteroletni kontrakt z Eintrachtem Frankfurt za kwotę rzekomo wynoszącą 7 milionów euro. W Pucharze Niemiec 2017–18 zdobył cztery gole dla Frankfurtu, dzięki czemu klub wygrał finał. Było to pierwsze trofeum w karierze Hallera. W sezonie Bundesligi 2018–19 zdobył 15 goli w 29 występach oraz zaliczył 9 asyst, gdy klub zajął siódme miejsce. 

### West Ham United
17 lipca 2019 roku Haller podpisał pięcioletni kontrakt z West Ham United za rekordową opłatę klubową, która wynosiła 45 milionów funtów. 
Zadebiutował 10 sierpnia, grając pełne 90 minut w przegranym 5–0 meczu Premier League przeciwko aktualnym mistrzom Manchesterowi City. 
Dwa tygodnie później zdobył swoje pierwsze gole w wygranym 3–1 meczu na wyjeździe przeciwko Watford, z których jeden był akrobatycznym strzałem głową z przewrotki.
Haller miał problemy z zaklimatyzowaniem się w West Hamie, przypisując to zastąpieniu Manuela Pellegriniego przez Davida Moyesa na stanowisku menedżera, a następnie preferowaniu Michaila Antonio na czele ataku, a także złemu stanowi zdrowia swojej żony i nowo narodzonego syna.
16 grudnia 2020 strzelił gola głową w meczu zremisowanym 1–1 przeciwko Crystal Palace, który został uznany za Bramkę Miesiąca Premier League.

### Ajax Amsterdam
8 stycznia 2021 roku podpisał czteroipółletni kontrakt z holenderskim klubem Ajax za rekordową kwotę 22,5 miliona euro, ponownie spotykając się z byłym menedżerem Utrechtu, Erikiem ten Hagem. 
Zadebiutował dwa dni później jako zmiana w drugiej połowie w meczu przeciwko klubowemu rywalowi PSV, asystując Antony'emu przy wyrównującym golu w zremisowanym 2–2 spotkaniu. 14 stycznia zdobył swojego pierwszego gola i zaliczył asystę w wygranym 3–1 meczu na wyjeździe przeciwko Twente. 
15 września 2021 roku zadebiutował w lidze mistrzów w wygranym 5:1 spotkaniu przeciwko Sportingowi. Haller w meczu zaliczył 4 bramki. Tym samym zaliczył jeden z najlepszych debiutów w historii rozgrywek. By natrafić na podobny wyczyn, trzeba się cofnąć aż do sezonu 1992/93, kiedy to Marco van Basten w barwach A.C. Milanu strzelił cztery gole IFK Göteborg w swoim pierwszym meczu w Lidze Mistrzów. 
W następnym meczu 13 dni później zdobył bramkę przeciwko Beşiktaş, stając się pierwszym zawodnikiem w historii tych rozgrywek, który zdobył pięć goli w swoich dwóch pierwszych meczach. 24 listopada 2021 roku przeciwko tej samej drużynie zdobył dwie bramki w wygranym 2–1 meczu, stając się pierwszym zawodnikiem, który strzelił dziewięć goli w pięciu kolejnych meczach tych rozgrywek.
7 grudnia strzelił bramkę w meczu fazy grupowej Ligi Mistrzów, stając się jedynie drugim zawodnikiem, który zarejestrował trafienie we wszystkich sześciu meczach grupowych po Cristiano Ronaldo w sezonie 2017–18 i został najszybciej strzelającym dziesięć goli w historii tych rozgrywek. 
Dołączył także do Cristiano Ronaldo, Lionela Messiego i Roberta Lewandowskiego jako jedyny zawodnicy, którzy strzelili dwucyfrową liczbę goli w fazie grupowej.
W sezonie 2021/2022 w Eredivise zaliczył 31 spotkań, strzelił 21 bramek i zaliczył 7 asyst, co uczyniło go królem strzelców.
Łącznie w barwach Ajaxu zdobył dwa Mistrzostwa Holandii oraz jeden puchar kraju.

### Borussia Dortmund
6 lipca 2022 roku podpisał kontrakt z Borussią Dortmund do 30 czerwca 2026 roku. Opłacona kwota transferu wynosiła 31 milionów euro, która mogła wzrosnąć nawet do 34,5 miliona euro po uwzględnieniu niewyjawionych premii. 
Jednakże, 18 lipca napastnik wycofał się z obozu przygotowawczego klubu w Szwajcarii, po tym jak zdiagnozowano u niego złośliwy guz jądra. Następnie przeszedł dwie operacje oraz cztery cykle chemioterapii w celu powstrzymania rozprzestrzeniania się choroby. Po pomyślnym zakończeniu leczenia, w styczniu 2023 roku oficjalnie uzyskał zgodę na powrót do pełnych treningów, dołączając do reszty drużyny na ich zimowym zgrupowaniu w Marbelli.
10 stycznia 2023 roku zagrał w swoim pierwszym meczu po prawie ośmiu miesiącach, pojawiając się na ostatnie minuty towarzyskiego spotkania z Fortuną Düsseldorf. Trzy dni później strzelił hat-tricka w ciągu ośmiu minut podczas zwycięstwa 6–0 w meczu towarzyskim przeciwko FC Basel. 
22 stycznia Haller pojawił się jako zmiana w drugiej połowie w wygranym 4–3 meczu domowym przeciwko Augsburgowi, w końcu debiutując w barwach Dortmundu. 4 lutego zdobył swoją pierwszą bramkę dla klubu w ligowym meczu, w zwycięstwie 5–1 przeciwko SC Freiburgowi.

## Kariera reprezentacyjna

### Młodzieżowa reprezentacja Francji
Haller był młodzieżowym reprezentantem Francji, reprezentując swój kraj urodzenia na każdym poziomie wiekowym i zdobywając w sumie 51 występów i 27 goli. Zagrał wraz z reprezentacją do lat 17 na Mistrzostwach Świata U-17 w 2011 roku w Meksyku, zdobywając bramkę w wygranym 3–0 meczu otwarcia grupowego przeciwko Argentynie.
14 listopada 2013 roku Haller zadebiutował w reprezentacji do lat 21, zastępując Anthony'ego Martiala w 57. minucie meczu przeciwko Armenii w kwalifikacjach europejskich w Tuluzie i zdobywając bramkę na 6–0. 
25 marca 2015 roku strzelił hat-tricka w wygranym meczu towarzyskim przeciwko Estonii, tego samego dokonał w listopadzie 2016 roku w zwycięstwie 5–1 nad Wybrzeżem Kości Słoniowej na Stade Pierre Brisson.

### Reprezentacja Wybrzeża Kości Słoniowej
We wrześniu 2020 roku Haller został powołany do reprezentacji Wybrzeża Kości Słoniowej. 
Zadebiutował w wygranym 2–1 meczu kwalifikacyjnym do Pucharu Narodów Afryki 2021 przeciwko Madagaskarowi zdobywając zwycięskiego gola dla swojej drużyny w 55. minucie. Został powołany na mecz fazy grupowej z reprezentacją Sierra Leone, podczas którego strzelił bramkę. Ostatecznie spotkanie zakończyło się remisem 2:2.
W grudniu 2023 roku został powołany do składu reprezentacji Wybrzeża Kości Słoniowej na Puchar Narodów Afryki 2023, który odbył się w Wybrzeżu Kości Słoniowej. 
W półfinałowym meczu przeciwko reprezentacji Demokratycznej Republiki Konga zdobył jedynego gola w zwycięstwie 1–0, co zapewniło jego krajowi awans do finału. 
Po zaciętych rozgrywkach w pucharze reprezentacja Wybrzeża Kości Słoniowej dotarła do finału turnieju w którym zmierzyła się ponownie z reprezentacją Nigerii. Pierwszą bramkę w finale strzelił nigeryjski ówczesny zawodnik PAOK FC, William Troost-Ekong w 38 minucie spotkania. Drugą bramkę po pierwszej połowie spotkania strzelił Franck Kessié po asyście Simon Adingra. Ostatnią bramkę na wagę zwycięstwa w tym spotkaniu strzelił sam Haller ponownie po asyście Simon Adingra. Końcowo spotkanie zakończyło się wynikiem 2:1 na konto Iworyjczyków, którzy tym samym sięgnęli po złoty medal turnieju.

## Życie prywatne
Urodził się we francuskiej miejscowości Ris-Orangis. Jego ojciec jest Francuzem, a matka Iworyjką. Chorował na raka jądra, przez co musiał się leczyć i tymczasowo odejść z piłki. Powrócił do kariery w styczniu 2023 roku.

## Sukcesy

### Eintracht Frankfurt
- Puchar Niemiec: 2017/2018

### AFC Ajax
- Mistrzostwo Holandii: 2020/2021, 2021/2022
- Puchar Holandii: 2020/2021

### Reprezentacja Wybrzeża Kości Słoniowej
- Mistrzostwo Afryki: 2023

### Indywidualne
- Król strzelców Eredivisie: 2021/2022 (21 goli)[32]